# Meligethes ochropus
Meligethes ochropus är en skalbaggsart som beskrevs av Sturm 1845. Meligethes ochropus ingår i släktet Meligethes, och familjen glansbaggar. Enligt den finländska rödlistan är arten nära hotad i Finland. Arten är reproducerande i Sverige. Artens livsmiljö är ruderatmarker, vägrenar och banvallar.